# В очакване на слънцето
В очакване на слънцето (на турски: Güneşi Beklerken) e турски сериал, излъчен се премиерно през 2013 – 2014 г.

## Сюжет
Зейнеп (Ханде Доандемир) е красива гимназистка с умерен и обикновен живот в малък град с майка си Демет (Ебру Айкач). Зейнеп е израснала, без да познава баща си, но винаги мисли за него, когато е сама. Казвали са ѝ, че нейният баща е моряк и се е загубил в морето, докато е на служба.
Когато бизнесът на Демет не върви, тя решава да замине за Истанбул с дъщеря си, за да започне нов живот там. Те искат ново начало веднага, тъй като са загубили всичко. Приятелката от детството на Демет, Джале (Дениз Тюркер), която живее в Истанбул, започва да помага на Демет и Зейнеп, когато идват в града. Джале е директор на Sayer College, един от известните колежи в Истанбул. Тя помага на Зейнеп да се запише в този колеж. Въпреки че таксата за обучение е много скъпа, Зейнеп е приета в този университет със стипендия.
Зейнеп трябва да понесе много трудности в новия си живот. Докато се опитва да се адаптира към новия си живот в Истанбул, тя също така се опитва да се разбира със своите плиткоумни, привилегировани и богати съученици. Керем (Керем Бурсин) е царят на училището и никой, дори учителите, не смеят да го предизвикат. Той е красив, арогантен и син на собственика на училището. Керем тормози Зейнеп от самото начало и прави всичко, за да принуди Зейнеп да се махне от училището. Той обаче не знае, че Зейнеп е наистина упорито момиче, което никога не се предава. Също така Мелис (Ягмур Танрисевсин), която е влюбена в Керем и поради тази причина прави всичко, което Керем иска. Баръш (Исмаил Еге Сасмаз) е близък приятел на Керем и са като братя, но не толерира отношението на Керем към Зейнеп. Ето защо Баръш започва да помага на Зейнеп и винаги остава до него. Зейнеп и Баръш започват да се влюбват един в друг и след това започват да се срещат. Заедно с Джан и Ягмур, най-добрите приятели на Керем и Зейнеп, те започват да се влюбват един в друг.
Докато историята се развива, Керем и Зейнеп започват да се оказват привлекателни един на друг.
От друга страна, с развитието на историята се оказва, че Джихан (Емре Кинай), който е учител по спорт в училище, е истинският баща на Зейнеп. Тази тайна, заровена в миналото, не само променя живота на Зейнеп, но и променя живота на Мелис. Защото тя е негова дъщеря и не иска да дели баща си с друго момиче.
В тази история се изследват приятелството, семейните отношения и съвременния университетски живот. Колко дълго продължава тормозът на Керем? Могат ли двама души от различни светове да се обичат? Ами ако Зейнеп разбере, че баща ѝ е жив и стои пред нея? Ще намери ли Зейнеп щастие в новия си живот?

## Актьорски състав
- Емре Кънай – Джихан Гюзел
- Ханде Доандемир – Зейнеп Йълмаз-Сайер
- Керем Бюрсин – Керем Сайер/Гюнеш Сайер
- Ямур Танръсевсин – Мелис Гюзел
- Исмаил Еге Шашмаз – Баръш Ердоган
- Ебру Айкач – Демет Йълмаз-Гюзел
- Гьокче Янардаа – Тюлин Гюзел
- Мевре Хазер – Ямур
- Ефеджан Шенолсун – Джан
- Хасан Шахинтюрк – Ахмет Сайер
- Джанер Шимшек – Корай Сайер
- Симай Кючюк Туна – Севим Сайер
- Едже Диздар – Мелда
- Озан Османпашаоглу – Аксел Варол
- Хале Акънлъ – Бехидже
- Нилай Дениз – Бегюм Варол
- Емре Тьорюн – Мехмет Варол
- Ийт Йозер – Седат
- Демет Севим – Айдан
- Едже Бозяка – Дилан
- Селен Коркутан – Мевре
- Еляне Молберг – Жане
- Сонгюл Кая – Хафизе
- Дерия Алдемир – Нургюл
- Емрах Йозчелик – Уфук
- Джан Сипахи – Бора
- Юсуф Гьокхан Аталай – Тайфун